# Shakey, un amour de chien
Shakey, un amour de chien (I Heart Shakey) est un téléfilm américain réalisé par Kevin Cooper, et diffusé en 2012.

## Fiche technique
- Titre original : I Heart Shakey
- Réalisation : Kevin Cooper
- Scénario : Kevin Cooper
- Photographie :Steven Parker
- Musique : Misha Segal
- Durée : 90 min
- Pays :  États-Unis

## Distribution
- Sean Giambrone : Toledo Kid
- Beverly D'Angelo : Sheila
- Steve Guttenberg : Stubbs
- Steve Lemme : J.T. O'Neil
- Alfonso Arau : Raoul
- Philippe Brenninkmeyer : Mattias Ober
- Rylie Behr : Chandler O'Neil
- Heidi Johanningmeier : Gabby Frankenfurter
- Dusan Brown : Dash
- Michael Yurchak : Flavio